# Араш (крупнокалиберная винтовка)
Араш (перс. آرش‎ )  — иранская 20-мм самозарядная антиматериальная снайперская винтовка. Названа в честь мифического персонажа иранской мифологии Араша Лучника .

## Описание
Араш представляет собой самозарядную винтовку с поворотным затвором и газоотводной автоматикой. Имеет длину в 180 см. Винтовка весит от 18 до 20 кг и стреляет патронами калибра 20 мм. Стрельба ведется из положения стоя с передними сошками и самой винтовке, лежащей на плече стрелка, как РПГ. Приклад расположен посередине по длине оружия, а пистолетная рукоятка находится прямо перед ним. Винтовка выполнена по схеме булл-пап. Отдача от выстрела 20-мм снарядом смягчается огромным конусообразным дульным тормозом с четверной перегородкой и конструкцией, которая позволяет ему поворачиваться. Предположительно, в прицеле используется копия оптической дальномерной системы Barrett (BORS), которая рассчитывает атмосферные условия, чтобы определить оптимальное положение винтовки для точного выстрела. Положение прицела относительно высокое, что затрудняет стрельбу из винтовки в положении лежа, поэтому используются расчёты мотоциклистов из двух человек для выполнения тактики «стреляй и убегай». Араш может использоваться для поражения вертолётов на расстоянии около 2000 метров, а также против наземных и бронированных целей и траншей.